# 막심 즈나크

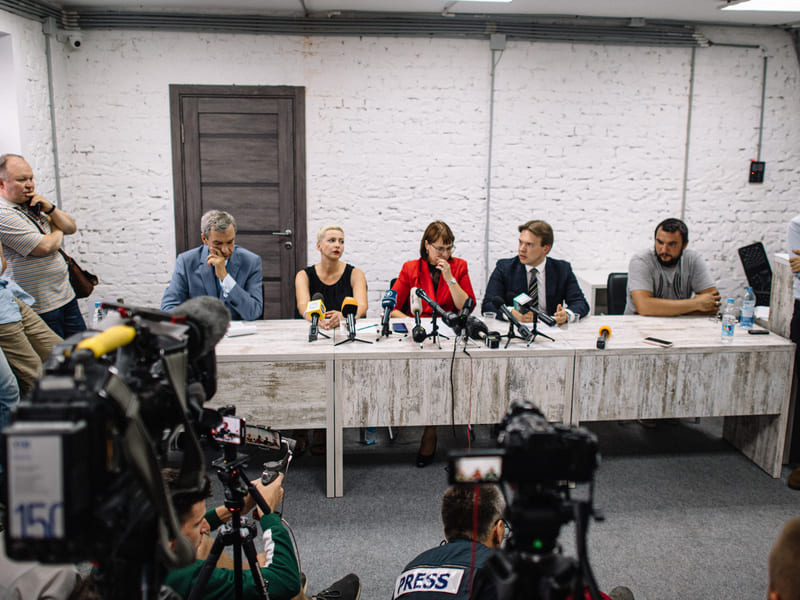
막심 즈나크, 올가 코발코바, 마리야 칼레스니카바가 벨라루스 조정협의회의 첫 기자회견을 하는 모습

막심 알략산드라비치 즈나크(벨라루스어: Максім Аляксандравіч Знак, 1981년 9월 4일 ~ )는 벨라루스의 변호사이자 정치인이다. 빅타르 바바리카 선거팀에서 활동하였고 스뱌틀라나 치하노우스카야의 변호사였으며, 2020년~2021년 벨라루스 시위 당시 조정협의회 상임간부회 인원이었다. 치하노우스카야가 망명한 이후 즈나크는 마리야 칼레스니카바 등과 함께 반루카셴코 시위를 적극적으로 이끌었다. 벨라루스 당국에 의해 징역 10년형을 선고받았다.

## 생애와 경력
즈나크는 벨라루스 국립대학교에서 법학 철학박사 학위를 취득하였다.
즈나크는 2020년 벨라루스 대통령 선거 당시 후보로 나왔다가 그해 6월에 감옥에 갇힌 빅타르 바바리카에게 법적 자문을 하였다.

## 조정협의회 활동과 구금
즈나크는 벨라루스 민주화를 위해 조정협의회 상임간부회에서 활동하였다.
2020년 9월 9일, 즈나크는 사복을 입고 마스크를 쓴 사람들에게 납치당했다. 그는 9월 9일 바바르카와 함께 영상 기자회견에 참석하기로 계획되었었지만, 납치로 인해 참석하지 못 하였다. 그는 사실상 벨라루스에서 활동중인 마지막 상임간부회원이었다. 즈나크는 그의 동지이자 전직 반루카셴코 운동 대표자인 마리야 칼레스니카바가 강제 이송된 이틀 후 루카셴코 지지자들에게 감금당했다. 즈나크의 동지들은 그가 민스크에 감금되어 있으며, 납치 직후 "마스크"라는 문자를 보냈다고 하였다. 9월 9일 납치와 감금 이후, 조정협의회와 막심 즈나크간 연락이 끊겼다.
2020년 11월 9일 즈나크의 법적대리인은 그의 감금이 2021년 1월 9일까지 연장되었다고 발표하였다. 그는 2021년 1월 21일까지 민스크 제1 감금시설에 갇혀있었다.
2021년 2월 12일 즈나크와 칼레스니카바는 "반헌법적 행위로 국가 권력을 찬탈하려는 음모"와 "극단주의 세력을 창설하고 이끈 혐의"로 기소되었다. 3월 9일 즈나크의 법적대리인은 그의 미결구금 일자가 연장되었다고 발표하였다.
2021년 8월 4일, 구금 11개월만에 즈나크와 칼레스니카바의 재판이 민스크 지방 법원에서 비공개로 진행되었다. 둘에게는 12년형이 구형되었다. 즈나크와 칼레스니카바는 둘 다 무죄를 주장했다. 수사와 재판 과정에서 구체적인 기소 내용은 공개되지 않았다. 칼레스니카바와 즈나크의 법적대리인은 발설금지조항에 묶였다. 즈나크는 재판 과정이 비공개였던 이유를 "사실이 아닌 일으로 기소하였기 때문"이라고 주장했다.
2021년 9월 6일, 즈나크는 징역 10년형을 선고받았다. 국제앰네스티는 이 판결을 비판하였다. 2021년 9월 21일, 즈나크와 칼레스니카바는 벨라루스 대법원에 항소하였다.